# الخوف يأكل الروح (فلم)
الخوف يأكل الروح (بالألمانية: Angst essen Seele auf) فيلم دراما رومانسي ألماني غربي من تأليف وإخراج راينر فاسبيندر وبطولة بريجيت ميرا والهادي بن سالم. حاز الفيلم على جائزة الاتحاد الدولي لنقاد السينما لأفضل فيلم في المنافسة وجائزة لجنة التحكيم في مهرجان كان السينمائي عام 1974. يعتبر من أقوى أعمال فاسبيندر وأشاد به الكثيرون باعتباره تحفة فنية.
يدور الفيلم حول الرومانسية التي نشأت بين إيمي، وهي امرأة ألمانية مسنة، وعلي العامل المهاجر المغربي في ألمانيا ما بعد الحرب العالمية الثانية.

## طاقم التمثيل
- بريجيت ميرا: في دور إيمي كورووسكي[4]
- الهادي بن سالم: في دور علي[5]
- باربرا فالنتين: في دور باربرا
- إيرم هيرمان: في دور كريستا
- راينر فاسبيندر: في دور يوجين
- كارل شيدت: في دور ألبرت كورووسكي
- ماركوار بوم: في دور جروبر
- والتر سيدلماير: في دور أنجيرماير
- دوريس ماتيس: في دور السيدة أنجيرماير
- ليلو بيمبيت: في دور السيدة مونشماير
- غوستي كريسل: في دور بولا
- مارجيت سيمو: في دور هيدويج
- إليزابيث بيرترام: في دور فريدا
- هيلجا بالهاوس: في دور يولاندا
- إلما كارلوا: في دور السيدة كارجوس
- أنيتا بوشر: في دور السيدة إليس
- كاثرينا هيربيرج: في دور امرأة في نقابة المحامين[6]

## أحداث الفيلم
تدور أحداث الفيلم بعد شهور على مذبحة ميونيخ في ألمانيا الغربية. تدخل عاملة تنظيف النوافذ والأرملة البالغة من العمر 60 عامًا إيمي (بريجيت ميرا)، إلى إحدى الحانات، هرباً من المطر وترغب في الاستماع إلى الموسيقى التي يتم تشغيلها في الحانة. تقترب منها عاملة الحانة (كاثرينا هيربيرج) وتقترح باستهزاء أن يقوم بمراقصتها الشاب المغربي علي (الهادي بن سالم)، وهو في أواخر الثلاثينيات من عمره، وتقبل إيمي، وبعد الرقص، تتطور العلاقة ويذهب علي مع إيمي إلى منزلها، ويقيم في شقتها طوال الليل. يبدأ على وإيمي في الوقوع في الحب ويستمر علي في العيش معها.
تصطحب إيمي حبيبها الشاب علي إلى ابنتها كريستا (إيرم هيرمان) وزوجها المستبد يوجين (المخرج فاسبيندر نفسه) الذي يعتقد أنها تفقد عقلها وتعتقد كريستا أن والدتها، التي كانت أرملة لسنوات، تعيش في تخيلاتها.
يتزوج علي من إيمي، وينظر الجميع، ممن يعيشون بالقرب منهم، إلى زواجهم بشكل سلبي، بما أصحاب المتاجر القريبين، كما يتجنب إيمي زملاؤها في العمل. تسافر إيمي وعلى في اجازة لتجنب رفض المجتمع، وبعد عودتهم، يواجهون تمييزًا أقل، لأن المستأجرين وأصحاب المتاجر المجاورة يرون المكاسب في معاملة إيمي بشكل أفضل، وليس لأنهم تجاوزوا تحيزاتهم.
ترغب إيمي في العودة لأصدقائها القدامى، وتبدأ في إهمال علي. تصبح إيمي أكثر صرامة، وتأمره بفعل المزيد من الأشياء، وعندما يزورها زملاء العمل ويلاحظون مدى نظافة علي ويعلقون على عضلاته، وتظهر إيمي زوجها علي وكأنه شيئاً. يؤدي هذا إلى مغادرة علي، والبحث عن الراحة مع النادلة باربرا (باربرا فالنتين)، وعندما يترك إيمي لأصدقائها، تنسب هي ذلك إلى «تقلباته المزاجية» وتشير إلى أنه يجب أن يهذب «عقليته الأجنبية».
عندما يبدو أن العلاقة لا يمكن إصلاحها، تعود إيمي إلى الحانة وقد وضع النادل نفس الأغنية التي أدت إلى رقصها مع علي، وقرروا الرقص معًا، وأثناء الرقص، تؤكد إيمي أنها تعرف أنها كبيرة في السن وأنه يتمتع بحرية الرحيل. ينهار علي بين ذراعي إيمي، ويتضح أنه مصاب بقرحة في المعدة. تصطحب إيمي علي إلى المستشفى، حيث يخبرها الطبيب أن المرض شائع بين العمال الأجانب بسبب الإجهاد الذي يواجهونه في الحياة اليومية؛ ثم يضيف الطبيب أن علي سيخضع لعملية جراحية لإزالة القرحة، ولكن من المحتمل أن يعود بعد ستة أشهر بقرحة أخرى، وتعلن إيمي أنها ستفعل كل ما في وسعها لمنع ذلك وتمسك بيده.

## الرمزية في الفيلم
«الخوف يأكل الروح»، قال هذه المقولة بطل الفيلم علي أثناء حديثه مع إيمي في وقت مبكر من الفيلم، ونرى هذه المقولة تتحقق عندما يتضح أن علي مصاب بقرحة في المعدة ويدخل المستشفى. غالبًا ما يتم عرض الشخصيات على الشاشة بطرق مبالغ فيها؛ يتم عرض الشخصيات في لقطات بعيدة عن الكاميرا للتأكيد على مدى بعدهم عن المجتمع الذي يشعر به إيمي وعلي، بينما يتم تصوير شقتهم بطريقة خانقة، لترمز إلى الخوف الذي يشعرون به في علاقتهم وحياتهم اليومية. تجسد المشاهد في الفيلم الاضطهاد الاجتماعي ضد الأفراد المهمشين، ولكن من المفارقات أن هذا التباعد يتضاءل عندما يرى الحي حاجة نفعية في إيمي وعلي، باعتبارهما «أجسامًا منتجة ومستهلكة».

## استقبال الفيلم
حصل الفيلم على إشادة من النقاد عند صدوره، مع الإشارة إلى نغمة الفيلم واتجاه فاسبيندر على أنهم يسلطون الضوء.
منح الناقد المعروف روجر إيبرت، في صحيفة شيكاغو صن تايمز، الفيلم 4 من أصل 4 نجوم، قائلاً: «فاسبيندر يحثنا على الخروج من الفيلم والنظر إليه على أنه سخيف، مثل الكوميديا السوداء، والتعليق على ان أبطال الفيلم محاصرون بشكل ميؤوس منه في محيطهم الكئيب ومصائرهم... هل يكون فاسبيندر أحيانًا مضحكًا بشكل متعمد؟ أنا متأكد من ذلك. أسلوبه ونبرته مصرين جدًا لدرجة أن الجمهور أحيانًا يجلس في صمت، غير متأكد من الصواب في بعض الأفلام، يشير ذلك إلى فقدان المخرج للسيطرة على النغمة. أعتقد ان هذا هو ما يسعى اليه فاسبندر».
قدم الناقد جين موسكوفيتز من مجلة فارايتي مقالة إيجابية مماثلة للفيلم، واصفًا الفيلم بأنه «ليس مبهرجًا للاستغلال، شديد الملاحظة ورائع للعرض القوي».
فينسينت كانبي من صحيفة نيويورك تايمز اعترض إلى حد ما، واصفاً إياه بأنه «محاولة شجاعة» وأشاد بأداء ميرا وسالم.
على الرغم من الإشادة التي تلقاها فيلمه، صرح فاسبيندر أنه يعتقد أنه كان ثامن أفضل فيلم صنعه
استمر الفيلم في تلقي الآراء الإيجابية، حيث يتم الإشادة بتمثيل ميرا وسالم باعتبار هذا الأداء أحد أبرز مميزات الفيلم. على موقع تجميع التعليقات «الطماطم الفاسدة»، حصل الفيلم على تقييم مقداره 100% بناء على آراء 34 ناقد سينمائي، وكتب الإجماع النقدي للموقع: «نظرًا لكونه أحد العلامات عالية المستوى في سينما الموجة الألمانية الجديدة في السبعينيات، فإن الفيلم هو تصوير مكثف لعلاقة وتكريم لأحد أفلام فاسبندر».
وصف أليكس أبراموفيتش في صحيفة نيويورك تايمز الفيلم بأنه "أكثر أفلام فاسبيندر إثارة للتفكير وجمالًا"، وأشاد ريتشارد برودي من صحيفة نيويوركر بالفيلم قائلاً "يستخدم فاسبيندر الكاميرا بدقة، إنها اللمسة الروائية"، وأثنى أيضًا على تقدير فاسبيندر لأفلام أخرى، قائلاً:"... لم يستغل فاسبيندر الأشكال السابقة فحسب، بل اقتبس منها، واشتق منها المفارقات المتضمنة في أساليبه الميلودرامية.
كتب بيتر برادشو لصحيفة الجارديان، يصف أداء ميرا وسالم بأنه «رائع»، و «أكثر الشخصيات المحبوبة التي رأيتها على شاشة السينما».
وصف روجر إيبرت مرة أخرى الفيلم في مجال ذكر «أفلام عظيمة»، بأنه «قوي جدًا» وينهي مقالته بالقول: «قد يبدو الفيلم وكأنه مسلسل تلفزيوني غير محتمل، ولكنه كذلك، ولا يلعب بهذه الطريقة».

## الجوائز
مهرجان كان السينمائي الدولي 1974: الاتحاد الدولي لنقاد السينما أفضل فيلم (في المنافسة) للمخرج فاسبندر.
مهرجان كان السينمائي الدولي 1974: جائزة لجنة التحكيم المسكونية Prize of the Ecumenical Jury لفيلم (علي: الخوف يأكل الروح).

## وصلات خارجية
- مقالات تستعمل روابط فنية بلا صلة مع ويكي بيانات

https://www.criterion.com/current/posts/1067-ali-fear-eats-the-soul-one-love-two-oppressions علي: الخوف يأكل الروح (فيلم)
https://lwlies.com/reviews/ali-fear-eats-the-soul/ علي: الخوف يأكل الروح (فيلم)
https://www2.bfi.org.uk/news-opinion/news-bfi/features/six-reasons-watch-fear-eats-soul علي: الخوف يأكل الروح (فيلم)